# Torrelameu
Torrelameu ist eine katalanische Gemeinde (municipio) mit 766 Einwohnern (Stand: 2024) in der Provinz Lleida im Nordosten Spaniens. Sie liegt in der Comarca Noguera. 

## Geographische Lage
Torrelameu liegt etwa neun Kilometer nordöstlich von Lleida in einer Höhe von ca. 200 m. Der Segre begrenzt die Gemeinde im Südosten.

## Bevölkerungsentwicklung
| Jahr      | 1970 | 1981 | 1991 | 2001 | 2011 | 2021 |
| Einwohner | 639  | 611  | 603  | 586  | 714  | 759  |

## Sehenswürdigkeiten

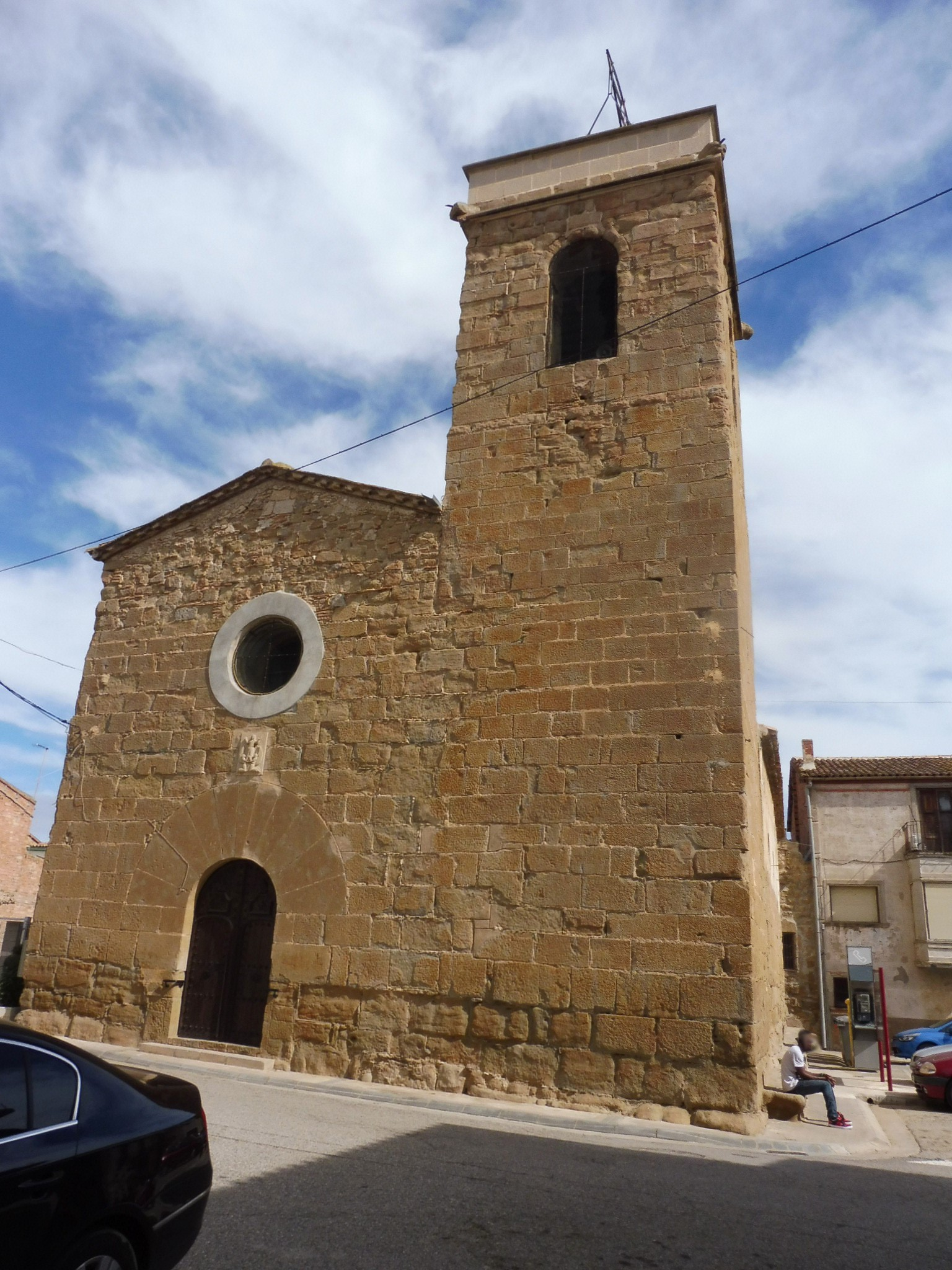
Kirche Mariä Himmelfahrt

- Kirche Mariä Himmelfahrt